# Gusty Gully
Die Gusty Gully (deutsch: Sturmrinne) ist ein kleines Tal mit nord-südlicher Ausrichtung im ostantarktischen Viktorialand. In den Quartermain Mountains liegt es zwischen Mount Kuipers und dem Knobhead. Der obere Abschnitt des Tals ist vergletschert.
Alan Sherwood, Leiter der Mannschaft des New Zealand Geological Survey in diesem Gebiet zwischen 1987 und 1988, benannte sie in Anlehnung an die Benennung der 5 km westlich gelegenen Windy Gully nach den hier vorherrschenden starken Winden.